# Американська карпато-руська православна єпархія
40°20′59″ пн. ш. 78°56′47″ зх. д. / 40.34972222° пн. ш. 78.94638889° зх. д.
Американська карпато-руська православна єпархія (АКРПЄ) (англ. American Carpatho-Russian Orthodox Diocese, ACROD) — православна християнська єпархія КПЦ утворена 1938 року у США з вірних закарпатського походження, переважно іммігрантів карпатських регіонів сучасної Словаччини, Польщі та України.

## Історія
У липні 1937 року 37 греко-католицьких парафій вирішили скликати Церковний Собор, як протидію латинізації, що її здійснювала Римо-Католицька церква. Церковний Собор мав вирішити долю карпато-русинських церков у США. 23 листопада 1937 року Церковний Собор у Піттсбурзі ухвалив рішення про утворення Карпато-російської православної єпархії (АКРПЄ), керівником якої призначив отця Ореста Хронюка, який і розпочати формування єпархії. У 1938 році за клопотанням І Церковного Собору єпархія перейшла під юрисдикцію Константинопольського патріарха Веніаміна І.
У 1950 році АКРПЄ була зареєстрована у місті Джонстаун, штат Пенсільванія. З 1985 року її очолює владика Миколай Смішко, титулярний Митрополит Аміссоський, початково висвячений для УПЦА. Осідок та семінарія єпархії розташовані у м. Джонстаун (Пенсільванія).
З 1946 по 2012 рік видавалася англомовна газета «Вісник церкви» (англ. The Church Messenger) — офіційний друкований орган єпархії.

## Структура

### Предстоятелі
- митрополит Орест (Хронюк) (1938–1977)
- єпископ Іоанн (Мартин) (1977–1984)
- митрополит Миколай (Смішко) (1985—2011)
- єпископ Григорій (Таціс) (з 2012)

### Поточні храми
Станом на 2009 рік АКРПЄ складалася з 14 регіональних деканатів: 1 — у Канаді; 13 — у США (Чикаго, штат Флорида, Джонстауні (ПА), Середньоатлантичні штати, Нової Англії, Нью-Джерсі, Нью-Йорк, Піттсбург, Поконо, південні прикордонні округи, область трьох штатів, Вашингтон, округ Колумбія, і Янгстаун), поділених на 81 парафію. Однак в останні роки[які?] АКРПЄ стала значно меншою й після різкого зменшення кількості парафіян та закриття більшості парафій станом на 2009 рік єпархія мала лише 5 парафій у східній Канаді та кілька парафій переважно на східному узбережжі США зі штаб-квартирою АКРПЄ у пенсільванському місті Джонстаун:
- Собор Христа-спасителя в Джонстауні, Пенсільванія (англ. Christ the Saviour Cathedral in Johnstown, PA) — головний собор єпархії, розташований у пенсільванському місті Джонстаун
- Семінарія Христа-спасителя в Джонстауні, Пенсільванія (англ. Christ the Saviour Seminary in Johnstown, PA) — єдиний навчальний заклад єпархії

### Закриті храми
- Монастир Благовіщення в Таксідо-Парк, Нью-Йорк (англ. Monastery of the Annunciation, in Tuxedo Park, New York) — зачинився на початку 1990-х.
- Монастир святого Хреста в Біллсвілл, Меріленд (англ. Monastery of the Holy Cross, at Beallsville, Maryland) — зачинився наприкінці 1990-х.

## Кількість парафіян
З 1938 року АКРПЄ була невеличкою християнською церквою, однак з роками трохи розрослася й вже в 1950-ті роки розширилася до сотні священників та мала приблизно 100 тис. вірян.
В останні роки[які?] АКРПЄ кількість прихожан різко зменшувалась, закрита переважна більшість парафій. Станом на 2009 рік керівництво АКРПЄ у США та Канаді повідомили про значне зменшення розміру єпархії: 91 священика та близько 8500 вірян.[відсутнє в джерелі]